# Молдавская ГРЭС
Молдавская государственная районная электростанция (рум. и молд. MGRES) — крупная тепловая электростанция, расположенная в городе Днестровск в Приднестровье на берегу Кучурганского лимана. Общая мощность станции составляет 2520 МВт. Станция имеет возможность производить электроэнергию с использованием природного газа, угля и мазута.

## История
В марте 1959 года экспедиция Львовского отделения «Теплоэнергопроект» провела исследование берега Кучурганского лимана, а специалисты института разработали проект тепловой электростанции и близлежащего населенного пункта. Главным инженером проекта стал Р. Лукавский. В 1961 году началось возведение объекта и монтаж оборудования, и уже  26 сентября 1964 года был запущен первый энергоблок ГРЭС. Строительство шло с 1960 вплоть до 1980 года. В 1974-м году был запущен 10-й энергоблок. В 1980-м и в 1982-м годах были введены в эксплуатацию ещё два блока, мощностью по 250 МВт, и общая мощность станции достигла 2520 МВт. С 1984 по 1986 год Молдавская ГРЭС выпускала до 15 млрд.квт/час. Станция обеспечивала электроэнергией южную часть Украинской ССР, всю Молдавскую ССР и экспортировала свою продукцию в Болгарию и Румынию.
В декабре 2003 года ГРЭС была приватизирована бельгийско-российской транснациональной корпорацией «Сейнт Гидон Инвест». Предприятие стали переводить на рыночные  рельсы и готовить к вхождению в европейский рынок. Инвестор обязался вложить в реконструкцию оборудования 160 млн. долларов.
В 2005 году ЗАО «Молдавская ГРЭС» вошло в состав российской группы Интер РАО ЕЭС. Надо отметить, что Молдавское правительство «не гарантирует право собственности на объекты, расположенные в населённых пунктах левобережья Днестра и в городе Бендеры, приватизированные без согласования в установленном порядке с Правительством».
С 2009 года ЗАО «Молдавская ГРЭС» является основным поставщиком электроэнергии в Молдову, обеспечивая порядка половины её потребностей.
Несмотря на резкое падение выработки электроэнергии с советских времён и проблемы с поставками в Приднестровье энергоносителей для ГРЭС, текущий владелец возобновил экспорт электроэнергии в Румынию и планирует наращивать объёмы производства.
В начале 2013 года произошло подорожание природного газа и электростанция вынуждена была перейти на более дешевый энергоноситель — каменный уголь. В итоге встревожились жители южных районов Приднестровья из-за появившихся в атмосфере токсичных продуктов горения. Аграрии и владельцы приусадебных участков выразили опасения, что будет нанесен непоправимый вред сельскохозяйственным деревьям и растениям, отчего может снизиться плодородие почвы и урожайность.
В марте 2013 года Молдавская ГРЭС приостановила экспорт электроэнергии в Румынию. Однако, это не сказалось серьёзно на МГРЭС, так как экспорт составлял порядка 400 млн кВт*час в год (менее 10 % объёмов продаж электростанции).
По данным на 2013 год Молдавская ГРЭС являлась одним из трёх крупнейших приднестровских экспортёров. На станции трудилось 2800 человек, при общей численности населения города Днестровск порядка 12 тыс. Средняя заработная плата сотрудников составляла порядка 200—300 долларов.
На начало 2019 года на электростанции работает 2 183 человека. Вакантно 90 рабочих мест. Средняя зарплата до вычета налогов - 7 622 приднестровских рубля (~466$).
1 января 2025 года из-за окончания контракта по транзиту природного газа через территорию Украины, МГРЭС перешла на альтернативный вид топлива - каменный уголь (антрацит).
Станция технологически работает на антраците. Технически можно провести переоборудование этих блоков. Переделка только одного блока – это более года при нормальных условиях. И стоит более 50 млн евро.  

## Тип и характеристика основного оборудования
На электростанции установлены 12 энергоблоков:
- 8 пылеугольных по 200 МВт (6 котлов ТП-100 и 2 ТП-100А производительностью по 640 т/ч; турбины К-200-130 мощностью 200 МВт; турбогенераторы ТГВ-200);
- 2 газомазутных по 210 МВт (котел ТГМ-104 производительностью 670 т/ч; турбина К-210-130-3 мощностью 210 МВт; турбогенератор ТГВ-200);
- 2 блока ПГУ по 245 МВт (котел ТМЕ-213 производительностью 670 т/ч, турбина К-210-130-3 мощностью 210 МВт и турбогенератор ТГВ-200; газовая турбина ГТ-35-770-3 мощностью 35 МВт и турбогенератор ТВФ-63-2).

## В нумизматике
15 июля 2014 года Приднестровским республиканским банком была выпущена памятная серебряная монета достоинством 10 рублей из серии промышленность Приднестровья — «50 лет Молдавской ГРЭС», тираж составил 180 экземпляров.

## Награды
- Орден Трудового Красного Знамени (1971) — за высокие показатели в труде и за перевыполнение заданий пятилетки[15]
- Орден Почёта (ПМР) (2014) — за большой вклад в развитие энергетической промышленности Приднестровской Молдавской Республики, обеспечение бесперебойной подачи электрической энергии и в связи с 50-летием со дня пуска первого энергоблока закрытого акционерного общества «Молдавская ГРЭС»[16]

## Производство электричества
| Год         | 2012 | 2013 | 2014 | 2015 | 2016 | 2017 | 2018 | 2019 | 2020 | 2021 | Всего |
| ----------- | ---- | ---- | ---- | ---- | ---- | ---- | ---- | ---- | ---- | ---- | ----- |
| произведено | 4,4  | 3    | 3,9  | 4,61 | 4,47 | 3,56 | 4,16 | 4,24 | 4,69 | 4,99 |       |

## Название
Во время строительства и на момент запуска первого энергоблока электростанция называлась Кучурганской ГРЭС. В 1964 году, после пуска, станция была переименована в Молдавскую ГРЭС.
После распада СССР электростанция перешла под контроль приднестровских властей и сохранила своё название как ЗАО "Молдавская ГРЭС".
В Кишинёве некоторые официальные лица и молдавские СМИ называют станцию Кучурганской (рум. и молд. Centrala de la Cuciurgan). Однако, в контрактах на поставку электроэнергии на правый берег Днестра, заключённых между молдавскими экономическими агентами и электростанцией, используется название ЗАО "Молдавская ГРЭС".